# Eunica augusta
Eunica augusta is een vlinder uit de familie Nymphalidae. De wetenschappelijke naam van de soort is voor het eerst geldig gepubliceerd in 1866 door Henry Walter Bates.